# Moses Oyiki
Moses Oyiki Orode  (né le 1er juin 1971) est un athlète nigérian, spécialiste du 110 mètres haies. 

## Biographie
Il remporte la médaille d'or du 110 m haies lors des championnats d'Afrique 1990, au Caire en Égypte, dans le temps de 14 s 26, et s'adjuge par ailleurs la médaille d'argent en 1993 et 1996.

### Palmarès
| Date | Compétition            | Lieu     | Résultat | Épreuve     | Performance |
| ---- | ---------------------- | -------- | -------- | ----------- | ----------- |
| 1990 | Championnats d'Afrique | Le Caire | 1er      | 110 m haies | 14 s 26     |
| 1995 | Jeux africains         | Harare   | 3e       | 110 m haies | 13 s 84     |
| 1993 | Championnats d'Afrique | Durban   | 2e       | 110 m haies | 14 s 21     |
| 1996 | Championnats d'Afrique | Yaoundé  | 2e       | 110 m haies | 13 s 8      |

### Records
| Épreuve     | Performance | Lieu  | Date         |
| ----------- | ----------- | ----- | ------------ |
| 110 m haies | 13 s 81     | Lagos | 15 juin 1995 |